# جمعية ديناميكيات نظام القلب والأوعية الدموية
جمعية ديناميكيات نظام القلب والأوعية الدموية (اختصارًا CSDS)، تأسست في عام 1976 من قبل فيزيولوجي نظام الأعضاء ومهندسين طبيين حيويين، كانت الأولى التاريخية في نهجها الرياضي والكمي لميكانيكا القلب والأوعية الدموية.

## الهيكلية
يضم المجتمع حاليًا باحثين في أحياء العضلات والأوعية الدموية، وديناميكيات تحت الخلوية والقسيمات العضلية، والدورة الدموية الدقيقة، وأحياء القلب والأوعية الدموية، والأمراض السريرية، والنمذجة. يبقى الموضوع الأساسي هو وظيفة القلب والأوعية الدموية، وآلياتها الوظيفية والجزيئية، بهدف فهم كيفية دمج هذه الميزات لتحقيق الأداء العام. ولا يزال أحد المكونات الهامة للنهج الشامل هو تضمين النماذج الرياضية التنبؤية والسببية للمجهري إلى المستوى الكلي.

## مؤتمرات
تتناوب المؤتمرات نصف السنوية بين أوروبا وأمريكا الشمالية واليابان.